# Kūlīt
Kūlīt (persiska: كوليتِ حُسِين آباد, كوليت, کولیت, Kūlīt-e Ḩoseynābād) är en ort i Iran.   Den ligger i provinsen Kurdistan, i den nordvästra delen av landet, 500 km väster om huvudstaden Teheran. Kūlīt ligger 1 408 meter över havet och antalet invånare är 108.
Terrängen runt Kūlīt är kuperad.Runt Kūlīt är det ganska tätbefolkat, med 60 invånare per kvadratkilometer. Närmaste större samhälle är Marivan, 14,7 km väster om Kūlīt. Trakten runt Kūlīt består till största delen av jordbruksmark.